# 方舟さくら丸
『方舟さくら丸』（はこぶねさくらまる）は、安部公房の小説。1984年11月、新潮社より〈純文学書き下ろし特別作品〉として刊行された。もともとは『志願囚人』という題で執筆されていたが、ワードプロセッサー導入以後に改められている。ワードプロセッサーを導入した最初期の日本の商業小説である。短編『ユープケッチャ』はこの作品のプロローグに当たる。

## あらすじ
豚呼ばわりされるなら「モグラ」と呼ばれたい主人公は元カメラマン。引きこもり同然のような生活をしているように思われているが、実は世界滅亡の危機に備えて、地下の巨大な採石場跡に現代の箱舟とも言うべきシェルターを作っていた。そして外に出ては、共にシェルターで過ごす資格のある人間を探していたところ、ユープケッチャという自分の排泄物を食べながら生きる虫を売っていた元自衛隊の「昆虫屋」、元サラ金の取立ての「サクラ」、「サクラ」のガールフレンドである結婚詐欺経歴のある女が見つかった。彼らとのシェルター生活を送る中、スイート・ポテトを販売する「千石屋」、高齢者の清掃ボランティア団体「ほうき隊」や不良少年グループ「ルート猪鍋」、両方の組織の長である「モグラ」の父親が現れて、世界滅亡ごっこがサバイバルゲームに変化していく。

## 評価
J・Ｗ・カーペンターは、旧約聖書のノアの方舟と比較し、本作が出帆までの具体的かつ現実的な困難さを詳細に描いており、方舟が出航を待たずして破局を迎えているのが必然であるということを作者が意図して描いた作品だと評している。

## 関連小説
- 短編小説『ユープケッチャ』

## 書誌情報
- 『方舟さくら丸』新潮社、1984年11月。ISBN 4-10-600641-3。
- 『方舟さくら丸』新潮社〈新潮文庫〉、1990年10月。ISBN 4-10-112122-2。
- 『安部公房全集』 27 1980.1-1984.11、新潮社、2000年1月。ISBN 978-4-10-640147-3。